# Энгсет, Торе Олаус
То́ре Ола́ус Э́нгсет (норв. Tore Olaus Engset) (1865—1943) — норвежский математик и инженер, пионер в области теории телетрафика и теории массового обслуживания, Генеральный директор компании Televerket в 1930 — 1935 годах.

## Детство, отрочество, юность
Торе Олаус Энгсет родился 8 мая 1865 года в коммуне Странда, губернии Мёре-ог-Ромсдал в Норвегии. В свидетельстве о крещении его имя было записано как Thore Olaus Engeseth, хотя сам Торе всегда писал своё имя как Tore Engset. Теперешняя местная форма написания — Engeset, однако произносится скорее как Enset.
Торе был вторым младшим ребёнком из 10 детей, четверо из которых умерли в возрасте одного года и менее. Кроме того, у него было два старших сводных брата и сестра. Мать Торе умерла, когда ему было 9 лет, и последние её слова, обращённые к её 22-летней дочери, были: «Не забывай Торе.» Сестра выполнила завет матери и, воспитывая Торе, отложила свою собственную свадьбу на несколько лет. Элен Регина была единственной взрослой сестрой Торе, и, несмотря на десять собственных детей, призналась в одном из писем, что брат всегда был в её сердце. Она обожала его. Но, несмотря на это, когда он сказал ей, что в скором будущем она сможет общаться на расстоянии без помощи телефонных проводов, сестра ответила, что не верит ни одному его слову.
Школьные журналы, начиная с 1875 года, свидетельствуют, что 10-летний Торе не пропустил ни одного дня школьных занятий. Позже его перевели в неполную среднюю школу в городке Олесунн. В возрасте 18 лет Энгсет окончил эту школу, получив в качестве приза два томика с тиснёными золотыми буквами, и собственноручной надписью начальника школы: «за прилежание, успехи в учёбе и хорошее поведение.»
В 1883 году Энгсет был принят в телеграфную школу в Ставангере, что явилось решающим шагом в становлении его карьеры.

## Профессиональная деятельность
Через год Энгсет получил свидетельство об окончании телеграфной школы, и с января 1884 года был принят на работу помощником телеграфиста по обслуживанию Лёдингена, Арендала и Трондхейма. В январе 1890 года Энгсет получил место младшего секретаря в конторе Генерального директора фирмы Televerket в Христиании (теперь это Осло).
В свободное время он продолжил обучение в университете в Осло, окончил его в 1892 году, но продолжил дальнейшее обучение. В 1894 году Энгсет получил степень к.т. н. в области физики и математики в этом же университете, после чего работал в фирме Televerket сначала как секретарь, затем как офисный сотрудник, после чего занял должность главы отдела по анализу трафика.
С 1897 года фирму стали составлять два департамента: административный и технический. Первый имел функции более «политические», и именно он вошёл в область ответственности Энгсета. В 1920 году произошло дальнейшее разделение, и фирма стала состоять из пяти департаментов, один из них занимался трафиком. Главой этого департамента назначили Энгсета. В 1926 году фирма провела укрупнение, осталось снова два больших подразделения, на более высоком уровне — трафиковый и технический. В руководящем составе Энгсет занял второе место. В 1905 году прежний Генеральный директор Televerket'а Расмуссен вышел на пенсию, и Энгсет стал одним из пяти претендентов на освободившееся место. Но Генеральным директором назначили не его, а человека «со стороны». Вторая попытка занять место Генерального директора состоялась в 1920-х годах, и также была безуспешной.
Только в возрасте 65 лет, с третьей попытки, 22 августа 1930 года Энгсет занял должность генерального директора этой фирмы. На пенсию Торе Энгсет вышел в 1935 году, в возрасте 70 лет, завершив свою 52-х летнюю профессиональную карьеру.

### Формула Энгсета в теории телетрафика
Энгсет разработал свою знаменитую формулу в 1915 году, ещё до прорывных открытий Эрланга, которые тот сделал в 1917 году. Однако, манускрипт Энгсета существовал на норвежском языке, и был опубликован только в 1918 году в переводе на немецкий язык. Манускрипт получил название «Die Wahrscheinlichkeitsrechnung zur Bestimmung der Wählerzahl in automatischen Fernsprechämtern» и был напечатан в журнале «Elektrotechnische Zeitschrift», № 31, 1918. Английский перевод опубликован только в 1998 году в журнале Telektronikk, № 94(2), с.99-142.

### Работы по ядерной физике
Свои работы по ядерной физике Энгсет опубликовал в 1926-м
 и 1927 году.

## Семья
Торе Олаус женился в 1897 году в возрасте 32 лет на вдове 41 года с двумя детьми, мальчиком и девочкой. Собственных детей у пары не было, а к приемным детям Торе относился как к своим собственным.

## Галерея
- Ферма "Карнелес", в Энгсете, Странда, где рос Торе
- Энгсет и его жена Мари Амали
- Энгсет, портрет маслом работы Эрика Вереншёлля
- Фото 1935 года

## Некоторые факты
- Энгсет (или Энгесет) — это небольшая община фермеров с маленькими фермами, расположенными на довольно крутых склонах горы. Торе рос на ферме, названной в честь его прадеда Корнелиуса (сегодня это звучит как ‘Karneles farm’). Владельцы этой фермы известны все, начиная с 1540 года. Самый древний предок Торе на этой ферме родился в 1655 году.
- Эрик Вереншёлль изобразил на холсте первого директора компании Televerket Танка-Нильсена в 1882 году, а через 53 года написал портрет Генерального директора Televerket'а Торе Энгсета.
- Т. О. Энгсет был глубоко религиозным человеком со сложным характером и поэтической натурой: так, он написал погребальный хорал на собственные похороны[1].